# Bataan (film)
Bataan è un film del 1943 diretto da Tay Garnett.
Narra la difesa della penisola di Bataan durante la battaglia omonima della seconda guerra mondiale, considerata la fase più intensa della campagna delle Filippine, avvenuta dal 1º gennaio al 9 aprile 1942.

## Trama
Bataan, primi giorni del 1942. Un gruppo di 13 soldati alleati cerca di distruggere un ponte di fondamentale importanza per l'avanzata giapponese. Alla morte del capitano Lassiter, il comando del gruppo passa al sergente Dane, che riesce in qualche modo a far sì che il suo piccolo gruppo tenga testa ai giapponesi. A uno a uno però i difensori vengono uccisi, mentre il messicano Ramirez della Guardia Nazionale soccombe alla malaria. Quando tutti tranne Dane sono morti, questi scava la propria fossa e scarica contro i nemici il suo mitragliatore, prima di essere sopraffatto anche lui. Il sacrificio dei 13 soldati, con la loro strenua difesa della penisola di Bataan, consentirà alle truppe alleate di ottenere, in seguito, la vittoria nel Pacifico.

## Produzione
Prodotto dalla Metro-Goldwyn-Mayer, la casa pagò 6500 dollari alla RKO per i diritti di utilizzo di alcune scene di La pattuglia sperduta; Dore Schary, produttore esecutivo della Metro, nella sua autobiografia ne ritiene Bataan un rifacimento.

## Distribuzione
Distribuito negli Stati Uniti dal 3 giugno 1943; in Italia uscì nel maggio del 1949.

### Critica
(Mario Gromo su La Stampa del 26 maggio 1949)

### Riconoscimenti
- 1943 - National Board of Review of Motion Pictures
  - Migliori dieci film dell'anno

La NAACP conferì alla Metro due premi per aver mostrato nel film un afroamericano in maniera intelligente e comprensiva.